# Cajamarca bambamarca
Cajamarca bambamarca is een hooiwagen uit de familie Gonyleptidae. De wetenschappelijke naam van Cajamarca bambamarca gaat terug op Roewer.